# 酒井蓝
酒井蓝（1986年9月10日—）是日本搞笑艺人，曾任警察。奈良县磯城郡田原本町出身。所属吉本興業。

## 生平
毕业于奈良县立生驹高中。爱好是柔道、神社巡礼。目前主要作为吉本新喜劇的配角参加演出。
由于体型肥胖，在吉本新喜剧的舞台上经常被比喻为“猪”、“油罐车”等，被周围的人欺负。